# روبرت بلايك (أدميرال)
كان اللواء البحري روبرت بليك (من مواليد 27 سبتمبر من عام 1598 وتوفي في 17 أغسطس 1657) قائدًا بحريًا مهمًا في الكومنولث الإنجليزي وكان واحدًا من أشهر الأدميرالات الإنجليزيين في القرن السابع عشر. اعتبر النجاح الذي حققه بليك «نجاحًا لم يسبق له مثيل، متفوقًا حتى على نيلسون» وفقًا لأحد كتاب السيرة الذاتية. عرف بليك بأنه المؤسس الرئيسي للسيادة البحرية الإنجليزية، وهي السلطة التي ورثتها في أوائل القرن العشرين، البحرية الملكية البريطانية. لم تحصل الإنجازات التي حققها بليك على التقدير المناسب لها بسبب المحاولات المتعمدة لشطب البرلمانيين من التاريخ بعد عصر استرداد الملكية الإنجليزية.

## العائلة والنشأة
امتلكت عائلة بليك مقعدًا (وكانوا أيضًا لوردات إقطاعيين) في توكسويل في أبرشية أساقفة ليديرد، بالقرب من قرية بريدجووتر في مقاطعة سومرست الإنجليزية. كان همفري بليك، الذي عاش في عهد الملك هنري الثامن، أول فرد من عائلة بليك يضاف اسمه إلى سجلات الدولة، كان روبرت الجد أول فرد يصنع لنفسه سمعة في مجال التجارة آملًا بذلك بناء ثروة من التجارة الإسبانية. شغل بليك منصب رئيس قضاة بريدج ووتر عدة مرات، تقديرًا للاحترام الذي يكنه له سكان البلدة. خلف روبرت بليك الجد ابنه، همفري، في مجال الأعمال. حصل همفري، بالإضافة إلى العقارات التي كانت تعود بملكيتها لوالده في بوريتون (التي كان ذو سيادة فيها) وكاتكوت وباودريب وويلافينجتون، على المزيد من العقارات في منطقة بلينسفيلد التي كانت ملكًا لعائلة زوجته «سارة وليامز» منذ عهد هنري السابع.
كان روبرت بليك الابن البكر لهيمفري وسارة الذان أنجبا بعده اثني عشر ولدًا. التحق بليك بمدرسة بريدجووتر الثانوية للبنين ومن ثم بكلية وادهام في جامعة أوكسفورد. كان يأمل في تحقيق مسيرة أكاديمية، لكنه فشل في نيل درجة الزمالة في كلية ميرتون، ويعود ذلك في الغالب إلى توجهاته الدينية والسياسية، فيما يعتقد البعض بأن السبب وراء ذلك هو نفور عميد كلية ميرتون، السير هنري سافيل (قصير القامة)، إذ كان روبرت بطول خمسة أقدام وستة إنشات، وفشل في تلبية معايير الجمال الرجولية الخاصة بسافيل.
يُعتقد بأن بليك قد عمل بعد تخرجه من الجامعة عام 1625 في مجال التجارة، فيما ادعى أحد الكتاب الهولنديين في وقت لاحق بأنّ بليك قد عاش لمدة «خمس سنوات من أصل ستة» في شيدام. قرر بليك، بعد عودته إلى بريدجووتر –بسبب وفاة والدته حسب أغلب التوقعات- في عام 1638، الترشح للانتخابات البرلمانية.

## في مجال السياسة
عام 1640 انتخب بليك كعضو في البرلمان عن قرية بريدج ووتر في البرلمان القصير. انطلق بليك، بعد اندلاع الحرب الأهلية الإنجليزية خلال فترة البرلمان الطويل وبعد فشله في إعادة انتخابه، بمسيرته العسكرية وعمل جنبًا إلى جنب مع البرلمانيين، وذلك على الرغم من عدم امتلاكه الخبرة الكبيرة في المسائل العسكرية أو البحرية.
عاد بليك، بعد تعافيه من إصابة تعرض لها خلال معركة بورتلاند، ليكمل مسيرته العسكرية. مثّل بليك، خلال هذه الفترة، قرية بريدجووتر في برلمان باربون لعام 1653 وكان أيضًا عضوًا في برلمان حكومة الوصاية الأول لعام 1654 إضافة إلى عضويته في البرلمان الثاني لحكومة الوصاية لعام 1656، قبل أن يعود أخيرًا إلى العمل البحري.

## على اليابسة
تميز بليك، بعد انضمامه إلى جيش نيو مودل كنقيب في فوج ألكساندر بوبهام، خلال حصار بريستول (يوليو 1643) وبرز خلاله، وتلقًى ترقية إلى رتبة مقدم، وترقى بعد دوره القيادي في حصار لايم ريجس إلى رتبة عقيد. استمر بليك في عمله لتحرير المنطقة البرلمانية المحاصرة خلال حصار تونتون (1645) ما أكسبه تقديرًا وطنيًا. أعلن بليك خلال الحصار بأنه على استعداد بأن يأكل ثلاثة من أزواج أحذيته الأربعة قبل أن يستسلم. تمكن بليك، بعد ذلك، من الانتصار في حصار دونستر (نوفمبر 1645).

## روابط خارجية
- روبرت بلايك على موقع الموسوعة البريطانية (الإنجليزية)